# Marcus Pompeius Pollio
Marcus Pompeius Pollio (vollständige Namensform Marcus Pompeius Marci filius Cornelia Pollio) war ein im 3. Jahrhundert n. Chr. lebender Angehöriger des römischen Ritterstandes (Eques).
Durch eine Weihinschrift, die beim Kastell Solva gefunden wurde und die auf 201/300 datiert wird, ist belegt, dass Pollio Tribun der Cohors I Ulpia Pannoniorum milliaria equitata war, die zu diesem Zeitpunkt in der Provinz Pannonia superior stationiert war. Pollio war in der Tribus Cornelia eingeschrieben.